# مکائوی مارتینیک
مکائوی مارتینیک (نام علمی: Ara martinica) نام یک گونه از سرده طوطی‌های شادرنگ است.